# Nodularyna
Nodularyna – związek organiczny z grupy hepatotoksyn wytwarzanych przez sinice (cyjanobakterie) z gatunku Nodularia spumigena należące do rzędu Nostocales.
Chemicznie jest to cykliczny pentapeptyd pochodzenia nierybosomalnego powodujący uszkodzenia wątroby. Badania na zwierzętach wskazują, że może mieć też działanie rakotwórcze.